# Atypophthalmus (Atypophthalmus) perreductus
Atypophthalmus (Atypophthalmus) perreductus is een tweevleugelige uit de familie steltmuggen (Limoniidae). De soort komt voor in het Australaziatisch gebied.